# Adam Levin von Witzleben
Adam Levin von Witzleben (6. juni 1688 i Delmenhorst – 30. oktober 1745 sammesteds) var gehejmekonferensråd.
Han var søn af overjægermester og landdrost i Delmenhorst Kurt Veit von Witzleben til Hude og Elmeloh og Eleonore Marie f. von Knuth. Han opkaldtes efter sin morbroder Adam Levin von Knuth, besøgte fra 1700 gymnasiet i Gotha, blev 1704 student i Jena, vendte 1707 tilbage til hjemmet og studerede derefter i Utrecht og Leiden. 1710 udnævntes han til kammerjunker hos prins Carl, 1713 til jægermester i Oldenburg og Delmenhorst samt stiftet Bremen, landråd i Hertugdømmerne og landfoged i amterne Neuenburg, Ape og Rastede. 1724 blev han medlem af den oldenborgske regering og 1728 hofmester hos prinsesse Charlotte Amalie. Christian VI udnævnte ham efter sin tronbestigelse til overhofmarskal, et embede, som Witzleben, der 1732 fik titel af gehejmeråd, på grund af podagra og gigt 1735 fratrådte.
Ved Christian Ludvig von Plessens afgang tænkte Christian VI på at indsætte Witzleben i Konseillet, skønt han misbilligede hans alt for store føjelighed. Kongens ven, grev Christian Ernst zu Stolberg-Wernigerode, frarådede det af hensyn til Witzlebens «store Sygelighed og Bitterhed mod det gode». 1735 blev han beskikket til amtmand i Husum og Svabsted, overstaller i Ejdersted og landdrost i Delmenhorst. 1738 blev han gehejmekonferensråd og udnævntes 1741 til overlanddrost. 1729 havde han fået det hvide bånd og 1732 enkedronningens orden.
Witzleben døde 30. oktober 1745 i Delmenhorst. Han blev 1. september 1713 på Frederiksborg Slot viet til Eleonora Marie von Lüttichau (født 14. april 1669 i Güstrow, hofmesterinde hos prinsesse Charlotte Amalie, Dame de l’union parfaite (1736), død 13. januar 1746), datter af mecklenburg-güstrowsk overhofmester Wulf Kasper von Lüttichau til Duben (i Sachsen) og Eva Marie f. von Oertzen. Ægteskabet var barnløst.